# PHC1
PHC1‏ (Polyhomeotic homolog 1) هوَ بروتين يُشَفر بواسطة جين PHC1 في الإنسان.